# Rysk-europeisk lajka
Rysk-europeisk lajka är en hundras från Ryssland. Liksom övriga lajkor är den både en ställande hund och skällande fågelhund. Rasen, som har ett livligt temperament, används vid jakt på både småvilt och högvilt, till exempel älg eller björn. Den har sitt ursprung i lokala lajkor från Archangelsk, Komi (Syrjän) och Karelen med viss inkorsning av västsibirisk lajka. Den står nära karelsk björnhund. Under sovjettiden föddes den upp på stora statliga kennlar, den främsta låg utanför Moskva. Jaktegenskaper har alltid varit viktigare än exteriör vid uppfödningen. Den första rasstandarden fastslogs 1947, den nuvarande är från 1981. För att bli utställningschampion måste den ha meriter från antingen jaktprov för älghund eller jaktprov för skällande fågelhund.